# فرانسيسكو مونيز
فرانسيسكو مونيز (مواليد 12 يونيو 1966) هو ملاكم أنغولي، مثّل بلاده في الألعاب الأولمبية الصيفية 1992.

## روابط خارجية
فرانسيسكو مونيز على موقع أوليمبيديا (الإنجليزية)